# Gerrit Goedhart
Gerrit Goedhart (Veenendaal, 23 juli 1955) is een Nederlands bestuurder en politicus van het CDA.

## Loopbaan
Tussen 1994 en 2002 was hij gemeenteraadslid in Amsterdam en van 1998 tot 2002 was hij fractievoorzitter van het CDA in de Amsterdamse gemeenteraad.
Voordat hij burgemeester werd, was hij werkzaam als hoofd maatschappelijke opvang en verslavingsbeleid bij de dienst Maatschappelijke Ontwikkeling van de gemeente Amsterdam. Daarvoor was hij beleidsmedewerker maatschappelijke en geestelijke gezondheidszorg bij de Vereniging van Nederlandse Gemeenten.
Sinds 17 maart 2018 is Goedhart tevens voorzitter van de Federatie van Diaconieën.

### Burgemeester van Noordwijkerhout
Op 6 oktober 2005 koos de gemeenteraad Goedhart als burgemeester van Noordwijkerhout. Op 2 december 2005 werd hij officieel geïnstalleerd. Hij volgde indirect burgemeester Han Polman op, die op 19 mei 2005 burgemeester werd van de gemeente Bergen op Zoom. In verband met de gemeentelijke herindeling per 1 januari 2019 werd de gemeente Noordwijkerhout opgeheven en kwam er een eind aan het burgemeestersambt van deze gemeente.

### Waarnemend burgemeester van Uitgeest
Met ingang van 27 januari 2020 was Goedhart waarnemend burgemeester van Uitgeest. Op 23 juni 2020 werd Sebastiaan Nieuwland voorgedragen als burgemeester van Uitgeest. Op 31 augustus 2020 werd bekendgemaakt dat de minister van Binnenlandse Zaken en Koninkrijksrelaties de voordracht heeft overgenomen zodat Nieuwland middels koninklijk besluit per 16 september 2020 benoemd kon worden.